# Eskihnjúkur
Eskihnjúkur är en bergstopp i republiken Island. Den ligger i regionen Austurland, 400 km öster om huvudstaden Reykjavík. Toppen på Eskihnjúkur är 9*30 meter över havet.
Runt Eskihnjúkur är det mycket glesbefolkat, med 3 invånare per kvadratkilometer. Närmaste större samhälle är Reyðarfjörður, nära Eskihnjúkur. Trakten runt Eskihnjúkur består i huvudsak av gräsmarker.